# Mount Stanley
Mount Stanley også kaldt Mont Ngaliema eller Mont Margherita er et 5.109 meter højt bjerg i Rwenzoribjergene i grænseområdet mellem Demokratiske Republik Congo og Uganda og er det højeste bjerg i begge lande, og Afrikas tredje højeste bjerg.
Sammen med Kilimanjaro og Mount Kenya er Mount Stanley det eneste bjerg i Afrika med snedække hele året. Det ligger i Rwenzori Mountains Nationalpark er også udpeget som verdensarvsområde.